# Champion of Champions Trophy
Die Champion of Champions Trophy war ein britischer Wettbewerb im Bahnradsport für Bahnsprinter von 1948 bis 2014. Das Turnier fand in der Regel jeweils am Karfreitag in London auf der Radrennbahn Herne Hill statt.

## Geschichte
Die Champion of Champions Trophy war Bestandteil des seit 1903 bestehenden Good Friday Meetings, einer traditionsreichen Veranstaltung, bei der verschiedene Wettbewerbe im Bahnradsport ausgefahren wurden. Viele Olympiasieger und Weltmeister waren in dem internationalen Rennen am Start. Auf der Radrennbahn hatten 1948 die Wettbewerbe im Bahnradsport der Olympischen Sommerspiele in London stattgefunden. 1948 gewann Veranstalter Jim Wallace die Zeitung „News of the World“ als Sponsor für ein Sprintturnier für Amateure. Wallace verfolgte das Ziel, möglichst viele nationale Meister im Sprint an den Start zu bringen und nannte das Rennen deshalb  „Champion of Champions Trophy“. Dies begründete die Tradition des Rennens bis 2014. In der ersten Austragung fehlte ausgerechnet der britische Champion Reg Harris, der nach einem Autounfall verletzt war. In späteren Jahren wurden auch Berufsfahrer zum Start zugelassen, die zum Teil einen gesonderten Wettbewerb austrugen. Nach der Einführung der Einheitslizenz durch die Union Cycliste Internationale (UCI) wurde die Trophy ein Wettbewerb der Eliteklasse. Erfolgreichster Starter war der Franzose Daniel Morelon mit fünf Siegen.

## Palmarès Amateure/Elite
| Jahr      | Land                                    | Name                  |
| --------- | --------------------------------------- | --------------------- |
| 1948      | Niederlande                             | Jan Hijzelendoorn jr. |
| 1949      | Frankreich                              | Jacques Bellenger     |
| 1950      | Australien                              | Sydney Patterson      |
| 1951      | Niederlande                             | Jan Hijzelendoorn jr. |
| 1952      | Vereinigtes Konigreich                  | Cyril Peacock         |
| 1953      | Vereinigtes Konigreich                  | Cyril Peacock         |
| 1954      | Frankreich                              | Roger Gaignard        |
| 1955      | Vereinigtes Konigreich                  | Keith Harrison        |
| 1956      | Vereinigtes Konigreich                  | Lloyd Binch           |
| 1957      | Vereinigtes Konigreich                  | Lloyd Binch           |
| 1958      | Vereinigtes Konigreich                  | Lloyd Binch           |
| 1959      | Italien                                 | Valentino Gasparella  |
| 1960      | Belgien                                 | Leo Sterckx           |
| 1961      | Italien                                 | Giuseppe Beghetto     |
| 1962      | Australien                              | Ron Baensch           |
| 1963      | Australien                              | Ron Baensch           |
| 1964      | Niederlande                             | Arie de Graaf         |
| 1965      | Frankreich                              | Daniel Morelon        |
| 1966      | Frankreich                              | Daniel Morelon        |
| 1967      | Deutschland Demokratische Republik 1949 | Jürgen Geschke        |
| 1968      | Frankreich                              | Daniel Morelon        |
| 1969      | Danemark                                | Niels Fredborg        |
| 1970      | Deutschland Demokratische Republik 1949 | Jürgen Geschke        |
| 1971      | Frankreich                              | Daniel Morelon        |
| 1972      | Niederlande                             | Rinus Langkruis       |
| 1973      | Frankreich                              | Daniel Morelon        |
| 1974      |                                         | Finale abgebrochen    |
| 1975      | Australien                              | John Nicholson        |
| 1976      | Belgien                                 | Michel Vaarten        |
| 1977      | Deutschland Demokratische Republik 1949 | Emanuel Raasch        |
| 1978      | Vereinigtes Konigreich                  | Trevor Gadd           |
| 1979      | Niederlande                             | Lau Veldt             |
| 1980      | Frankreich                              | Yvon Cloarec          |
| 1981      | Frankreich                              | Finale abgebrochen    |
| 1982      | Kanada                                  | Gordon Singleton      |
| 1983      | Vereinigtes Konigreich                  | Terrence Tinsley      |
| 1984      | Belgien                                 | Thierry Pierard       |
| 1985–1985 |                                         | nicht ausgetragen     |
| 1987      | Vereinigtes Konigreich                  | Eddie Alexander       |
| 1988      | Belgien                                 | Eric Schoefs          |
| 1989      | Vereinigtes Konigreich                  | Jon Munns             |
| 1990–1992 |                                         | nicht ausgetragen     |
| 1993      | Deutschland                             | Michael Hübner        |
| 1994      | Vereinigtes Konigreich                  | Michael Hübner        |
| 1995      | Vereinigte Staaten                      | Marty Nothstein       |
| 1996      | Frankreich                              | Frédéric Magné        |
| 1997      | Frankreich                              | Frédéric Magné        |
| 1998      |                                         | nicht ausgetragen     |
| 1999      | Vereinigtes Konigreich                  | Craig MacLean         |
| 2000      | Frankreich                              | Arnaud Tournant       |
| 2001      | Italien                                 | Roberto Chiappa       |
| 2002      | Vereinigtes Konigreich                  | Ross Edgar            |
| 2003      | Vereinigtes Konigreich                  | Chris Hoy             |
| 2004      |                                         | nicht ausgetragen     |
| 2005      | Vereinigtes Konigreich                  | Jon Norfolk           |
| 2006      | Belgien                                 | Tim Battu             |
| 2007      | Deutschland                             | Jan van Eijden        |
| 2008      | Sudafrika                               | Ghadi Chait           |
| 2009–2010 |                                         | nicht ausgetragen     |
| 2011      | Vereinigtes Konigreich                  | Peter Mitchell        |
| 2012      | Vereinigtes Konigreich                  | Peter Mitchell        |
| 2013      | Deutschland                             | Robert Förstemann     |
| 2014      | Vereinigtes Konigreich                  | Peter Mitchell        |